# Булсма, Менно
Менно Булсма (нидерл. Menno Boelsma; 8 января 1961, Монстер, Южная Голландия — 10 сентября 2022) — нидерландский конькобежец, специализировавшийся в шорт-треке. Участвовал в зимних Олимпийских играх 1988 года. Чемпион мира 1986 года в эстафете. 3-кратный чемпион Нидерландов с 1980—1981, 1983 годах в абсолютном зачёте.

## Карьера в шорт-треке
Менно Булсма начал кататься на коньках в возрасте 10 лет. В 1978 году он вошёл в состав национальной сборной и сразу попал на чемпионат мира в Солихалле, где на всех дистанциях не прошёл предварительные раунды. Через 2 года в 1980 году Менно стал чемпионом Нидерландов. На следующий год на первом официальном чемпионате мира в Медоне он выиграл бронзовую медаль на дистанции 500 метров. А позже выиграл второй подряд национальный чемпионат.
В 1982 году на очередном мировом первенстве в Монктоне Менно взял серебро в эстафете. Ранее занял третье место в общем зачёте на кубке Европы. Через год стал трёхкратным чемпионом страны. На чемпионате мира в Питерборо в эстафете выиграл бронзу. В 1985 и 1986 годах дважды выигрывал серебро чемпионата страны, уступив оба раза Чарльзу Велдховену. И в том же 1986 году Менно выиграл наконец золотую медаль в эстафете на чемпионате мира в Шамони. На Кубке Европы вновь стал третьим в многоборье. После чемпионата мира он покинул команду по шорт-треку и продолжал в конькобежном спорте.

## Карьера в конькобежном спорте
В сезоне 1986/87 Менно стал чемпионом Нидерландов на отдельных дистанциях, на своей коронной 500-метровке. В 1988 году на зимних Олимпийских играх в Калгари Менно участвовал на дистанции 500 метров, где занял 16 место и на 1000 метров стал 24-м. На чемпионате мира по спринту в США он стал 17-м в многоборье. В сезоне 1988/89 годов выиграл серебро на 500 и бронзу на 1000 метров на чемпионате страны. В 1990 году Менно остановился на 19 месте, участвуя в чемпионате мира в Тромсё. После 1991 года наград не получал и после сезона 1993/94 годов завершил карьеру.

## Смерть
Умер от рака 10 сентября 2022 года в возрасте 61 лет.